# ISO 9241

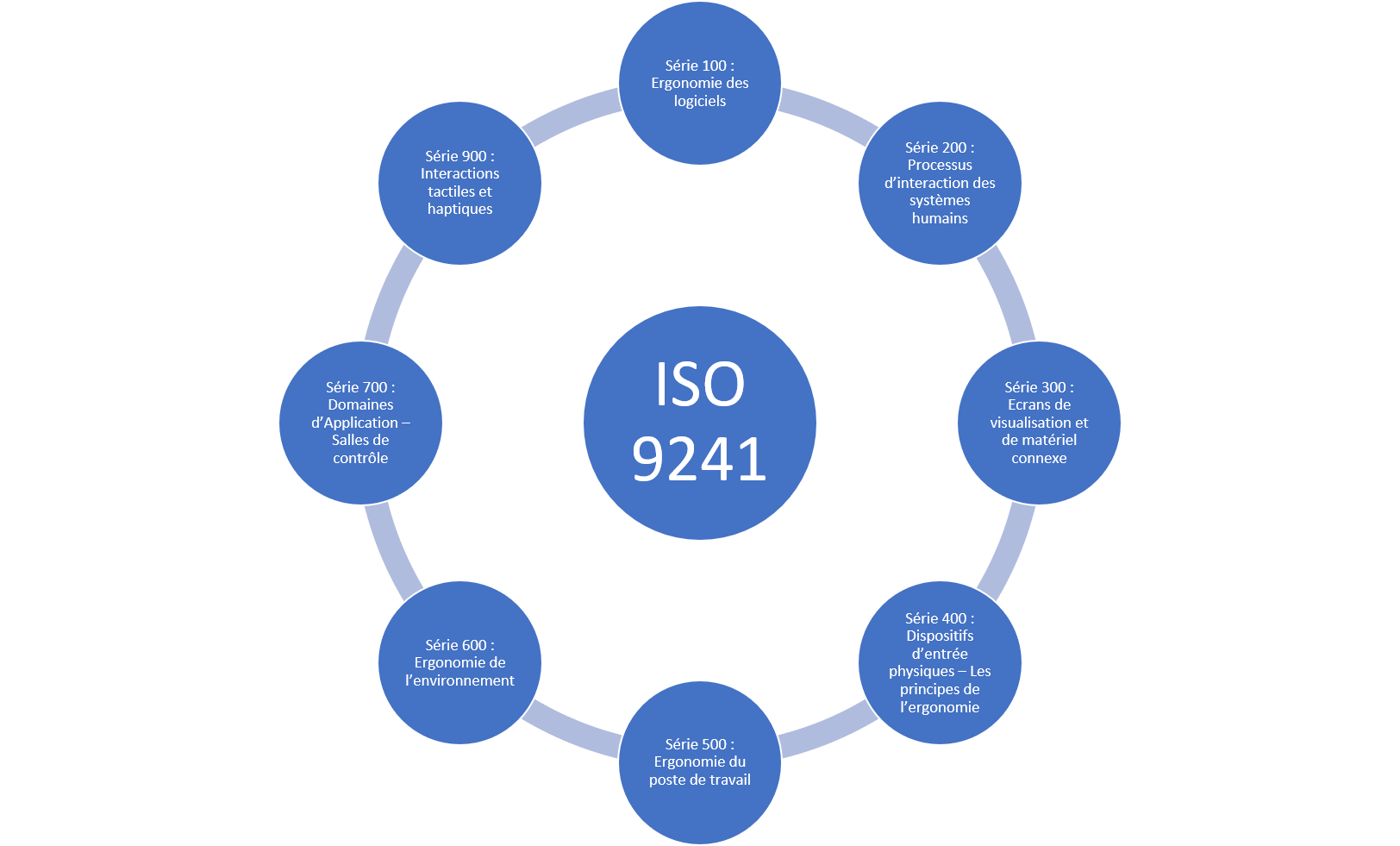
Este diagrama representa los principales componentes de la Norma ISO 9241.

La Norma ISO 9241 es la norma enfocada a la calidad en usabilidad y ergonomía tanto de hardware como de software, fue creada por la ISO y la IEC.

## Historia
Fue creada en 1999 por estas dos organizaciones con el fin de regular la calidad de la ergonomía y la usabilidad tanto de hardware como de software. Con el paso del tiempo se ha ido modificando y mejorando, hasta llegar a la versión actual (ISO/IEC 9241-9: 2001).